# Mesothyrsa
Mesothyrsa is een geslacht van vlinders van de familie sikkelmotten (Oecophoridae), uit de onderfamilie Oecophorinae.

## Soorten
- M. aeolopis Meyrick, 1910
- M. docilis Meyrick, 1918